# Такаянаги, Масанобу
Масанобу Такаянаги (яп. 高柳雅暢 Такаянаги Масанобу, Томиока, Япония) — японский кинооператор.

## Биография
Родился в городе Томиока, Япония. Изучал лингвистику в университете Тохоку. Переехал в США, чтобы изучать кино и английский язык в университете штата Калифорния, Лонг-Бич. Получил степень магистра изящных искусств в консерватории Американского института киноискусств. Среди повлиявших на него кинооператоров выделяет Родриго Прието, Эммануэля Любецки, Конрада Холла, Гордона Уиллиса и Роберта Ричардсона. Работал во второй операторской группе (англ. Second Unit) на таких фильмах как «Вавилон», «Большая игра», «Ешь, молись, люби», «Орёл Девятого легиона» и «Монте-Карло».
Является членом Американского общества кинооператоров с 2015 года.

## Фильмография

### Оператор
- 2021 — Тихий омут / Stillwater (реж. Том Маккарти)
- 2020 — Тимми Фейл: Допущены Ошибки / Timmy Failure: Mistakes Were Made (реж. Том Маккарти)
- 2017 — Недруги / Hostiles (реж. Скотт Купер)
- 2015 — Чёрная месса / Black Mass (реж. Скотт Купер)
- 2015 — В центре внимания / Spotlight (реж. Том Маккарти)
- 2015 — Правдивая история / True Story (реж. Руперт Гулд)
- 2013 — Из пекла / Out of the Furnace (реж. Скотт Купер)
- 2012 — Мой парень — псих / Silver Linings Playbook (реж. Дэвид О. Расселл)
- 2011 — Схватка / The Grey (реж. Джо Карнахан)
- 2011 — Воин / Warrior (реж. Гэвин О’Коннор)
- 2010 — Обещания написанные на воде / Promises Written in Water (реж. Винсент Галло)
- 2010 — Я и Моника Велюр / Meet Monica Velour (реж. Кит Берден)
- 2009 — Любовь умирает / Amar a morir (реж. Фернандо Лебриха)
- 2007 — Война орлов / War Eagle, Arkansas (реж. Роберт Милаццо)
- 2006 — Притворяющийся / Pretendiendo (реж. Клаудио Дабед)
- 2005 — Белая лошадь мертва / The White Horse Is Dead (реж. Пит Ред Скай)